# Гумас (Таджикистан)
Гумас (тадж. Ғумас) — сельский населённый пункт (тадж. деҳа) в Ванджском районе Горно-Бадахшанской автономной области Республики Таджикистан. Административно относится к сельской общине (джамоату) Рованд.
Расположен в высокогорном районе. Расстояние от села до районного центра (село Ванч) — 46 км, до общинного центра (село Рованд) — 4 км.  
Население — 579 человек (2017 г.), таджики. 